# Luciano Bonanni
Luciano Bonanni (* 13. Dezember 1922 in Rom; † 11. Januar 1991 ebenda) war ein italienischer Schauspieler.

## Leben
Bonanni wurde im Viertel Garbatella von Rom geboren und begann als Schauspieler auf der Bühne; mit Beginn der 1950er Jahre kam er zum Film und entwickelte sich vom Komparsen zu einem der bekanntesten und meistbeschäftigten Kleindarsteller des italienischen Kinos. In rund 150 Rollen für Film und Fernsehen während seiner vierzigjährigen Tätigkeit spielte er Taxifahrer und Sanitäter, Straßenhändler oder Taschendiebe. Bekannte Rollen hatte er in Wir hatten uns so geliebt neben Stefania Sandrelli und Nino Manfredi sowie in Komödien der 1960er Jahre (Zwei in einem Stiefel, Totò contro i quattro), 1970er (Das größte Rindvieh weit und breit, Febbre da cavallo) und 1980er (Pierino medico della saub) Jahre.
Sein bekanntestes Theaterengagement fand im Dezember 1962 statt, als er in Garinei und Giovanninis Rugantino den „Burinello“ gab.

## Filmografie (Auswahl)
- 1951: Räuber und Gendarm (Guardie e ladri)
- 1961: Halt mal die Bombe, Liebling (Che gioia vivere)
- 1967: Bang Bang Kid
- 1967: Ein Halleluja für Django (La più grande rapina del West)
- 1968: Fünf blutige Stricke (Joko, invoca Dio… e muori)
- 1968: Mein Leben für die Rache (Sapevano solo uccidere)
- 1968: Sangue chiama sangue
- 1972: Halleluja… Amigo (Si può fare… amigo!)
- 1975: Das größte Rindvieh weit und breit (Fantozzi)
- 1975: Wolfsblut greift ein (Zanna Bianca alla riscossa)
- 1986: Atto d’amore (Fernsehfilm)